# Marcela Passamani
Marcela Passamani (Vitória, 29 de maio, de 1981) é uma advogada e arquiteta brasileira. Atualmente, ocupou o cargo de Secretária de Estado de Justiça e Cidadania do Distrito Federal, a convite do Governador do DF Ibaneis Rocha, e é a primeira mulher efetivamente a desempenhar essa função no DF.
Casada com o atual chefe da Casa Civil, Gustavo do Vale Rocha, possui dois filhos frutos dessa união: o primogênito Bruno Passamani e Pedro Passamani.
Na sua carreira em arquitetura, Marcela participou como design de interiores, em eventos renomados como o Casa Cor, assinando espaços e decorações de vanguarda. No campo do direito, esteve à frente do escritório Vale Rocha e Passamani Advogados Associados, e possui pós-graduação em Direito Processual Civil, pelo Instituto Brasileiro de Ensino, Desenvolvimento e Pesquisa (IDP).
Com grande aptidão para as artes, Marcela vivenciou em sua infância a musicalidade em sua família, e tem um talento nato para o canto. Uma de suas inspirações musicais é a cantora Ivete Sangalo.

## Trajetória Profissional e Acadêmica

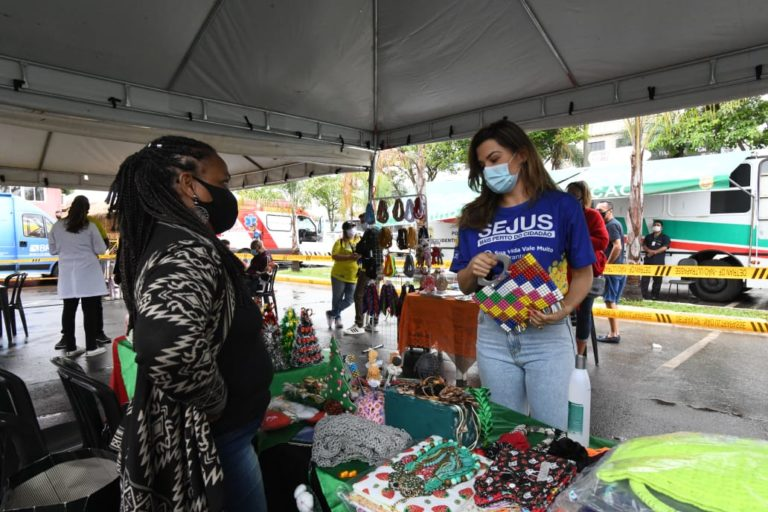
Marcela Passamani participa de ação itinerante "Sua Vida Vale Muito" em Santa Maria.

### Carreira de Gestão Pública
Marcela Passamani, em seu primeiro ano de gestão, obteve vários êxitos como Secretária de Estado de Justiça e Cidadania no Distrito Federal. Um deles é o Programa Sua Vida Vale Muito – Ação Hotelaria Solidária,   acolheu 300 idosos que se encontravam em situação de inadequação domiciliar para se hospedarem temporariamente em hotéis, protegendo esta população que tinha maior risco de contaminação pelo coronavírus.
A Hotelaria Solidária teve destaque internacional recebendo o Prêmio Mundial de Turismo Responsável 2020 promovido pela WTM (World Travel Market).
O Programa, que está em sua segunda etapa na Ação Itinerante, agora leva serviços de saúde para a população idosa do DF em suas cidades, e já percorreu sete regiões administrativas.

### Carreira de Arquitetura
Desde que chegou a Brasília em 1999, se formou em arquitetura. A partir de 2002, esteve à frente de projetos de arquitetura e urbanismo, como projetos de reformas, interiores - residenciais e comerciais, detalhamento de fachadas e interiores e consultorias, atuando, também em outros estados brasileiros, como Espírito Santo, São Paulo e Rio de Janeiro.

### Carreira de Advogada
Foi Procuradora na Câmara dos Deputados e esteve à frente de seu próprio escritório Vale Rocha e Passamani Advogados Associados. 

### Formação Acadêmica e Magistério
Cursou Arquitetura e Direito.

### Prêmios
Comenda da Ordem do Mérito Bombeiro Militar do Distrito Federal Imperador Dom Pedro II e Prêmio Mulheres Em Ação 2020.